# Paul Buchner
Paul Ernst Christof Buchner, född 12 april 1886, död 19 oktober 1978, var en tysk zoolog.
Buchner blev professor i Greifswald 1923, och i Breslau 1926. Han viktigaste arbeten behandlar symbiosen mellan växter och djur, och här var han på sin tid världsledande, och utgav bland annat Tier und Pflanze in intracellularer Symbiose (1921). Buchner utgav även flera skrifter i cell- och befruktningslära. Tillsammans med Paul Schulze redigerade han Zeitschrift für Morphologie und Ökologie.